# Труздейл, Гари
Гари Труздейл (англ. Gary Trousdale) (род. 8 июня 1960 года) — американский режиссёр-мультипликатор, наиболее известный как режиссёр мультфильмов «Красавица и Чудовище» (1991), «Горбун из Нотр-Дама» (1996) и «Атлантида: Затерянный мир» (2001). Всё это он снял совместно с Кирком Уайзом. После «Атлантиды» Труздейл покинул Disney и перешёл на студию DreamWorks.

## Избранная фильмография
| Название фильма                                   | Год  | Примечания                                    |
| ------------------------------------------------- | ---- | --------------------------------------------- |
| Оливер и компания                                 | 1988 | сюжет                                         |
| Красавица и Чудовище                              | 1991 | режиссёр                                      |
| Король Лев                                        | 1994 | сюжет                                         |
| Горбун из Нотр-Дама                               | 1996 | режиссёр                                      |
| Атлантида: Затерянный мир                         | 2001 | режиссёр/сюжет                                |
| Пингвины из Мадагаскара: Операция «С новым годом» | 2005 | режиссёр                                      |
| Шрек мороз, зелёный нос                           | 2007 | режиссёр, сценарист, Санта Клаус (озвучка)    |
| Шрек: Страшилки                                   | 2010 | сценарист/ режиссёр (совместно с Раманом Хюи) |
| Шрек: Триллер                                     | 2011 | режиссёр                                      |
| Поросёнок, который крикнул «Оборотни!»            | 2011 | режиссёр/сценарист                            |
| Роки и Бульвинкль                                 | 2014 | режиссёр                                      |